# Ивановка (Юрьевская территориальная администрация)
Ивановка — село в Губкинском городском округе Белгородской области России.

## География
Село расположено в юго-восточной части городского округа.
В Ивановке два пруда. Один из них находится на улице Кольцевой (идущей вокруг пруда, откуда и название), а второй рядом с селом, за нечётной стороной улицы Народной.

## Население
| 2002 | 2010 | 2011 | 2013 | 2015 | 2016 |
| ---- | ---- | ---- | ---- | ---- | ---- |
| 77   | ↘54  | ↗61  | ↘52  | ↘50  | ↘46  |

## Инфраструктура
В селе 3 улицы:
- Демократическая;
- Кольцевая;
- Народная.

До 2012 года работал магазин «Виктория».